# Louis Jorimann
Louis Jorimann, né le 2 août 1897 à Elbeuf (Seine-Inférieure) et mort le 11 février 1945 au camp de concentration de Dora, fut un pionnier de la Résistance française en zone occupée.

## Première Guerre Mondiale
Engagé volontaire en 1916, il fait la guerre dans l'infanterie.

## Deuxième Guerre mondiale
Agent technique, il est devenu chef du personnel des usines Fulmen où, en 1940, il fait la connaissance de Berty Albrecht alors surintendante.

### Occupation
En janvier 1941, quand Pierre de Froment part pour la zone occupée, il contacte Louis Jorimann et Jane Sivadon de la part de Berty Albrecht.
Grâce à Louis Jorimann, les 350 premiers exemplaires du n°1 du journal clandestin Les Petites Ailes de France sont dactylographiés sur les machines à écrire de l'usine Fulmen de Clichy.

### Arrestation - Déportation
Louis Jorimann, arrêté le 20 janvier 1943, est détenu à Fresnes, puis à Romainville.
Le 30 septembre 1943, il est déporté à la prison de Sarrebruck, avec Pierre de Froment, Edmond Hadengue, Denise Cerneau et d'autres compagnons.
Emprisonné à Hambourg, puis à Neuengamme, il est envoyé au camp de Dora où il meurt d'épuisement.

## Distinctions
- Médaille militaire
- Médaille de la Résistance

## Monuments
Le nom de Louis Jorimann est gravé sur le monument aux morts des services spéciaux français de Ramatuelle (Var).